# Домінік Реєс
Домінік Реєс (англ. Dominick Reyes; нар. 26 грудня 1989, Геспірія) — американський боєць змішаного стилю, представник напівважкої вагової категорії. Виступає на професійному рівні з 2014 року, відомий участю в турнірах бійцівських організацій UFC, KOTC, LFA та ін. Був претендентом на титул чемпіона UFC в напівважкій вазі.

## Біографія
Домінік Реєс народився 26 грудня 1989 року в місті Геспірія округу Сан-Бернардіно, Каліфорнія. В дитинстві займався боротьбою, грав в американський футбол, мріяв потрапити в Національну футбольну лігу.
Закінчивши старшу школу, вступив до Університету штату Нью-Йорк у Стоуні-Брук, де здобув ступінь бакалавра в галузі інформаційних систем. Під час навчання грав за університетську футбольну команду «Морські вовки», був капітаном. Брав участь у драфті НФЛ — до нього проявили інтерес такі клуби, як «Вашингтон Редскінз», «Сан-Дієго Чарджерс» і «Окленд Рейдерс», проте жоден з них його не вибрав.
Не домігшись великого успіху у футболі, Реєс повернувся до Каліфорнії і зайнявся єдиноборствами в залі свого брата Combat Cage Academy у Вікторвіллі. Деякий час виступав у ММА на аматорському рівні, здобувши в цілому п'ять перемог і не зазнавши при цьому жодної поразки.

### Початок професійної кар'єри
Дебютував у змішаних єдиноборствах на професійному рівні в грудні 2014 року на турнірі King of the Cage, вигравши у свого суперника технічним нокаутом у першому ж раунді. Потім здобув ще кілька перемог у невеликих американських промоушенах, у тому числі переміг на турнірі Legacy Fighting Alliance.

### Ultimate Fighting Championship
Маючи в послужному списку шість перемог без поразок, Реєс привернув до себе увагу найбільшої бійцівської організації світу Ultimate Fighting Championship і в 2017 році підписав з нею довгостроковий контракт. У дебютному поєдинку в октагоні UFC вже на 29-й секунді першого раунду виграв технічним нокаутом у данця Йоакима Крістенсена — тим самим заробив бонус за кращий виступ вечора.
У грудні 2017 року зустрівся з Джеремі Кімболлом і примусив його до здачі з допомогою задушливого прийому ззаду.
У травні 2018 року технічним нокаутом виграв у Джареда Канноньє.
Перебуваючи на серії з 12 перемог, не маючи при цьому жодної поразки, удостоївся права оскаржити титул чемпіона UFC в напівважкій вазі, який належав Джону Джонсу. Чемпіонський бій відбувся в лютому 2020 року на турнірі UFC 247 в Х'юстоні і тривав усі відведені п'ять раундів — у підсумку судді одноголосним рішенням віддали перемогу Джонсу.

## Статистика в професійному ММА
| Професійна кар'єра бійця |            |           |
| Боїв 13                  | Перемог 12 | Поразок 1 |
| Нокаут                   | 7          | 0         |
| Здача                    | 2          | 0         |
| Рішення суддів           | 3          | 1         |

| Результат | Рекорд | Суперник          | Спосіб                      | Турнір                                | Дата            | Раунд | Час   | Місце              | Примітки                                      |
| --------- | ------ | ----------------- | --------------------------- | ------------------------------------- | --------------- | ----- | ----- | ------------------ | --------------------------------------------- |
| Поразка   | 12-1   | Джон Джонс        | одностайне рішення          | UFC 247: Джонс vs. Реєс               | 8 лютого 2020   | 5     | 5: 00 | Х'юстон, США       | Бій за титул чемпіона UFC в напівважкій вазі. |
| Перемога  | 12-0   | Кріс Вайдман      | TKO (удари руками)          | UFC on ESPN: Reyes vs. Weidman        | 18 жовтня 2019  | 1     | 1: 43 | Бостон, США        | Виступ вечора.                                |
| Перемога  | 11-0   | Волкан Оздемір    | Роздільне рішення           | UFC Fight Night: Till vs. Masvidal    | 16 березня 2019 | 3     | 5: 00 | Лондон, Англія     |                                               |
| Перемога  | 10-0   | Овінс Сан-Пре     | Одностайне рішення          | UFC 229                               | 6 жовтня 2018   | 3     | 5: 00 | Лас-Вегас, США     |                                               |
| Перемога  | 9-0    | Джаред Каннон     | TKO (удари руками)          | UFC Fight Night: Maia vs. Usman       | 19 травня 2018  | 1     | 2: 55 | Сантьяго, Чилі     |                                               |
| Перемога  | 8-0    | Джеремі Кімболл   | Введення (удушення ззаду)   | UFC 218                               | 2 грудня 2017   | 1     | 3: 39 | Детройт, США       |                                               |
| Перемога  | 7-0    | Йоаким Крістенсен | TKO (удари руками)          | UFC Fight Night: Chiesa vs. Lee       | 25 червня 2017  | 1     | 0: 29 | Оклахома-Сіті, США | Виступ вечора.                                |
| Перемога  | 6-0    | Джордан Пауелл    | KO (ногою в голову)         | LFA 13                                | 2 червня 2017   | 1     | 0: 53 | Бербанк, США       |                                               |
| Перемога  | 5-0    | Маркус Гован      | KO (ногою в голову)         | Hoosier Fight Club 32                 | 11 лютого 2017  | 1     | 0: 27 | Мічиган-Сіті, США  |                                               |
| Перемога  | 4-0    | Тайлер Сміт       | TKO (удари руками)          | King of the Cage: Martial Law         | 18 вересня 2016 | 1     | 1: 35 | Онтеріо, США       |                                               |
| Перемога  | 3-0    | Келлі Грей        | Одностайне рішення          | King of the Cage: Sinister Intentions | 17 жовтня 2015  | 3     | 5: 00 | Лас-Вегас, США     |                                               |
| Перемога  | 2-0    | Джессі Гласс      | Введення (удушення спереду) | Gladiator Challenge: Carnage          | 3 квітня 2015   | 1     | 0: 55 | Ранчо-Мірейдж, США |                                               |
| Перемога  | 1-0    | Хосе Рівас        | TKO (удари руками)          | King of the Cage: Fisticuffs          | 4 грудня 2014   | 1     | 3: 23 | Хайленд, США       | Дебют в напівважкій вазі.                     |